# Petrîmanî, Murovani Kurîlivți
Petrîmanî (în ucraineană Петримани) este localitatea de reședință a comunei Petrîmanî din raionul Murovani Kurîlivți, regiunea Vinnița, Ucraina.

## Demografie
Componența lingvistică a localității Petrîmanî
     Ucraineană (99,59%)
     Alte limbi (0,41%)
Conform recensământului din 2001, majoritatea populației localității Petrîmanî era vorbitoare de ucraineană (99,59%), existând în minoritate și vorbitori de alte limbi.